# مايك كيم
مايك كيم (بالإنجليزية: Mike Kim)‏ هو صحفي أمريكي وكوري الجنوبي، ولد في 11 ديسمبر 1976.